# Araucanocoris
Araucanocoris is een geslacht van wantsen uit de familie van de Miridae (Blindwantsen). Het geslacht werd voor het eerst wetenschappelijk beschreven door José Cândido de Melo Carvalho in 1983.

## Soorten
Het genus bevat de volgende soorten:

- Araucanocoris araucanus Carvalho, 1983
- Araucanocoris chilensis Carvalho & Carpintero, 1991
- Araucanocoris fusconotatus Carvalho, 1983
- Araucanocoris nigricallosus Carvalho, 1983
- Araucanocoris nigriscutis Carvalho, 1983
- Araucanocoris orthotyloides Carvalho, 1983
- Araucanocoris subandinus Carvalho & Carpintero, 1991
- Araucanocoris totoraensis Carvalho, 1983
- Araucanocoris viridifemoratus Carvalho, 1983
- Araucanocoris viridis Carvalho, 1983